# Wies (Sankt Wolfgang)
Wies ist ein Gemeindeteil von St. Wolfgang im oberbayerischen Landkreis Erding.

## Geographie
Die Einöde Wies liegt 3,5 Kilometer östlich von Sankt Wolfgang.

## Bevölkerungsentwicklung
Um 1871 gab es in Wies zehn Einwohner. Im Mai 1987 lebten dort 13 Einwohner in zwei Wohngebäuden.
| Jahr      | 1871 | 1925 | 1950 | 1970 | 1987 |
| Einwohner | 10   | 15   | 19   | 11   | 13   |